# Jeffrey Melman
Jeffrey Melman est un réalisateur et producteur américain de télévision.

## Filmographie

### Comme réalisateur
- 1982 : Making the Grade (série télévisée)
- 1987 : Flic à tout faire (Hooperman) (série télévisée)
- 1990 : Papy Joe (A Family for Joe) (TV)
- 1992 : Red Dwarf (TV)
- 1992 : Flying Blind (en) (série télévisée)
- 1993 : Sauvés par le gong : Les Années lycée (Saved by the Bell: The College Years) (série télévisée)
- 1994 : The George Carlin Show (série télévisée)
- 1994 : Sauvés par le gong : Mariage à Las Vegas (Saved by the Bell: Wedding in Las Vegas) (TV)
- 1995 : Presque parfaite (Almost Perfect) (série télévisée)
- 1995 : The Pursuit of Happiness (série télévisée)
- 1996 : Men Behaving Badly (série télévisée)
- 1997 : Voilà ! (Just Shoot Me!) (série télévisée)
- 1997 : Fired Up (série télévisée)
- 1997 : Jenny (série télévisée)
- 1998 : LateLine (série télévisée)
- 1998 : Holding the Baby (série télévisée)
- 1998 : Encore! Encore! (série télévisée)
- 1998 : Becker (série télévisée)
- 1999 : Les Parker (série télévisée)
- 1999 : Stark Raving Mad (série télévisée)
- 2001 : Sexe et Dépendances (Off Centre) (série télévisée)
- 2003 : Phil at the Gate (TV)
- 2003 : Exit 9 (TV)
- 2003 : Oliver Beene (série télévisée)
- 2003 : Luis (pilote série télévisée)
- 2003 : Sixteen to Life (série télévisée)
- 2005 : Du côté de chez Fran (Living with Fran) (série télévisée)

### Comme producteur
- 1976 : Laverne et Shirley (Laverne & Shirley) (série télévisée)
- 2000 : Malcolm (Malcolm in the Middle) (série télévisée)
- 2003 : Oliver Beene (série télévisée)